# Amigdala
Amigdala (od grčkog: αμυγδαλή, amygdalē, 'badem') ili bademoliko tijelo, corpus amygdaloideum, u anatomiji je velik sklop jezgara smješten u dorzomedijalnom dijelu vrha sljepoočnog režnja i predstavlja glavni bazalni ganglij limbičkog sustava. Amigdala je struktura u kojoj dolazi do integracije specifičnih osjetnih informacija kojima se daje odgovarajuća emocionalna važnost i kontekst, a električna stimulacija rezultira doživljajima pozitivnih ili negativnih emocija, ovisno o tome koje jezgre su podražene.
Jezgre amigdale dijelimo u 2 glavne skupine, kortikomedijalnu i mnogo veću bazolateralnu. Glavne jezgre kortikomedijalog područja su: nucleus corticalis amygdalae i nucleus medialis amygdalae, a bazolateralnog područja: nucleus lateralis amygdalae, nucleus basalis amygdalae i nucleus basalis accessorius amygdalae. Pored toga, nucleus centralis amygdalae ima posebnu funkcionalnu ulogu i neuronske veze, pa je napogodnije razmatrati kao zasebni dio amigdale. Nucleus centralis je glavna stanica iz koje kreću impulsi koji reguliraju autonomne i ponašajne reakcije u stanju anksioznosti dolazeći do locusa courelusa, periakveduktalne sive tvari i hipotalamusa.
Tri velika snopa aksona povezuju amigdalu s ostalim moždanim područjima. To su commissura anterior thalami, stria terminalis i ventralni amigdalofugalni put. Još jedan izrazito važan putStria olfactoria lateralis dio je njušnog sustava, a upravo zato što osjet mirisa ide pravo u limbički sustav jednostavno je shvatiti zašto on ima tako snažan učinak na osjećaje. Eferentni aksoni iz amigdale odlaze u brojna moždana područja: septalno-preoptičko područje i hipotalamus, brojna područja moždanog debla i moždane kore te u corpus striatu. Aferentna vlakna uglavnom dolaze iz onih područja u koja se eferentna projiciraju i upravo zbog svoje dvosmjerne povezanosti s limbičkim, paralimbičkim, unimodalnim i heteromodalnim poljima moždane kore te ranije navedenim dijelovima, amigdala sudjeluje u regulaciji nagona, afektivnih i motivacijskih stanja, autonomnih i endokrinih funkcija.

## Uloga amigdale u emocionalnom životu
Joseph LeDoux, neurolog u centru za neurologiju sveučilišta New York University, prvi je otkrio ključnu ulogu amigdale u emocionalnome mozgu. LeDouxova istraživanja ukazuju na to kako amigdala, koja se ponaša kao svojevrsna stanica za uzbunu ili «neuralni alarm», može preuzeti kontrolu nad ponašanjem čak i dok je prefrontalni korteks još uvijek u fazi odabiranja adekvatne reakcije. Živčani putevi koji reguliraju emocije mogu zaobilaziti korteks – LeDouxovo istraživanje pokazalo je da signali iz oka ili uha u mozgu najprije putuju do talamusa, a potom – prekapčajući se samo u jednoj sinapsi – do amigdale; drugi signal (koji prolazi dulji put jer prolazi kognitivnu obradu) iz talamusa usmjerava se u neokorteks, a zatim iz njega u limbički mozak, iz kojega se odgovarajuća reakcija širi cijelim tijelom.
Ovaj kraći put kojemu je potrebno samo 12 milisekunda da aktivira amigdalu, može objasniti zašto se neke emocionalne reakcije i uspomene mogu stvoriti bez u najmanjeg svjesnog, kognitivnog doprinosa. Hipokampus pomaže u stvaranju emocionalne reakcije davanjem adekvatnog konteksta, analizom i usporedbom dolazećih signala s onima pohranjenima u sjećanju. Kad sustav amigdala-hipokampus reagira bez povratne informacije iz korteksa, dovodi do jakih i brzih emocionalnih reakcija, ali u isto vrijeme površnih i netočnih jer se analiza situacije vrši metodom asocijacije.

## Kluver-Bucyjev sindrom
Godine 1937. Kluver i Bucy opazili su vrlo izražen sindrom kod majmuna koji nastaje kad se operativnim putem prekinu veze amigdala i moždane kore, tj. kad se izvrši amigdalektomija. Prirodno je obilježje majmunovog ponašanja iskazivanje odbojnosti, nepovjerljivosti i određenog stupnja agresivnosti u susretu s neznancima ili neželjenim bićima (npr. znanstvenikom koji majmuna drži zatvorenog u kavezu), ali i razvijanje suptilnih socijalnih i hijerarhijskih odnosa s drugim članovima čopora (osobito ženkama). 
Upravo ti vidovi ponašanja su poremećeni u Kluver-Bucyjevom sindromu, koji se može opisati s tri bitne karakteristike:
1. Majmun nastoji spolno općiti sa svakim (i ženkama i mužjacima – bez obzira na posljedice, npr. da ga dominantni mužjak potom istuče) i svakakvim okolnim predmetima, 
2. Majmun više ne iskazuje uobičajenu odbojnost i agresivnost prema drugom članu čopora (ili čuvaru kaveza), 
3. Majmun više gledanjem ne razlikuje jestivo od nejestivog, pa sve trpa u usta i nejestive predmete ispljune tek kad ga okusni receptori pouče o tome. 
Zajedničko obilježje sva tri poremećaja je pogrešno usmjeravanje nagona na vidljive ciljeve u okolini. Dakle nije poremećen samo nagon, nego njegovo usmjeravanje na odgovarajući cilj. Kluver-Bucyjev sindrom opažen je kod nekoliko vrsta živih bića uključujući i čovjeka. 
Opis tog sindroma i čovjeka s infekcijom mozga:
Prisutne su vrlo slabe emocije i premda je bolesnik prvotno bio nemiran, sada je postao potpuno spokojan. Djeluje nezainteresirano za ljude i događaje oko njega. Većinu vremena provodi zureći u televizor, ali nikada ga nije naučio uključiti. Kada je televizor isključen, tada na staklenom ekranu gleda odraz ljudi koji su u sobi. U nekim prilikama postaje veseo, neprikladno se smiješeći i oponašajući tuđe geste i pokrete. Pošto počne s oponašanjem, to čini dulje vrijeme. Ustima istražuje sve predmete koji su mu na dohvat ruke i čini se da nije u stanju prikupiti podatke samo dodirom ili pogledom. Sve predmete koje može podignuti stavlja u usta, liže ih ili grize.
Premda je prije bolesti bio heteroseksualno usmjeren, u bolnici je opaženo da se približava muškim bolesnicima. Nikada se ne približava ženama.

## Uloga amigdale u doživljavanju straha i anksioznosti
Najizrazitiji promjena kod bilateralne amigdalektomije u majmuna i sličnih ozljeda u ljudi očit je nedostatak straha, što je navelo istraživače na proučavanje neuralnih osnova straha u koje je uključena amigdala. Strah se može definirati kao pobuđeno averzivno emocionalno stanje čija je funkcija priprema organizma na suočavanje s prijetećom situacijom. 
Danas se smatra da se spremište sjećanja vezanih uz strah nalazi upravo u amigdali što je povezuje s razvojem anksioznih poremećaja. Kada dođe do poremećaja funkcije amigdale, nivo ili prag okidanja anksiozne reakcije postane nizak, a ako se kao takav konsolidira nekim oblikom kognitivnog uvjetovanja i ako dolazi do pogrešaka u procjenjivanju zastrašujućih situacija, rezultat mogu biti hiperaktivna anksiozna stanja. Upravo zato ablacije amigdale dovode do stanja emocionalne agnozije i nemogućnosti procjene zastrašujućih podražaja.
Neurobihevioralna istraživanja indiciraju da je složena mreža sastavljena od amigdale i drugih struktura u medijalnom temporalnom režnju uključena u procese negativnog uvjetovanja tj. učenja averzivnih reakcija. Dok se negativno uvjetovanja na nivou autonomnih reakcija povezuje s funkcijom amigdale, hipokampusu se pripisuje uloga u jednostavnim i složenim oblicima učenja uvjetovanjem. Kod pacijenata s bilateralnim i unilateralnim lezijama kojima je zahvaćena i amigdala ne može se postići uvjetovana elektrodermalna reakcija.
Dokazi su prikupljeni i u studijama slikovnog prikazivanja mozga, npr. Rauch i sur. zamijetili su porast prokrvljenosti mozga na području amigdale u ispitanika s anksioznim poremećajima nakon prikazivanja uznemirujućih podražaja. Do sličnih zaključaka o ulozi amigdale navode epileptični napadi u bolesnika koji boluju od temporalne epilepsije, a njih karakteriziraju navale besmislenog bijesa, snažni osjećaji i neobične promjene raspoloženja što se također dobiva lezijama ili električnom stimulacijom amigdale u pokusnih životinja.
U nekim studijama dobili su se rezultati u skladu s obilježjima cerebralne asimetrije – pojačanu aktivnost desne amigdale na provokacije pobuđujućim podražajima i veću desnu amigdalu u svi oblicima anksioznih poremećaja. Dosadašnji rezultati istraživanja sugeriraju da je lijeva amigdala uključenija u procese izvođenja i tumačenja detaljnih odlika podražaja i u procese vezane uz jezik dok je desna amigdala više zadužena za doziv informacija, s posebnim naglaskom na slikovnom emocionalnom materijalu.

## Amigdala i osobine ličnosti
Koristeći magnetsku rezonancu visoke rezolucije na uzorku zdravih ispitanika Omura, Todd i Canli (2005.) istraživali su povezanost između osobina ličnosti – ekstraverzije i neuroticizma, i individualnih razlika u volumenu mozga i koncentracije sive tvari, s posebnim naglaskom na koncentraciju sive tvari u amigdali. Pokazalo se da je ekstraverzija u pozitivnoj korelaciji s koncentracijom sive tvari u lijevoj amigdali, dok je neuroticizam u negativnoj korelaciji s koncentracijom sive tvari u desnoj amigdali.